# Кукова Острва на Светском првенству у атлетици на отвореном 2013.
Кукова острва су учествовала на Светском првенству у атлетици на отвореном 2013. одржаном у Москви од 10. до 18. августа тринаести пут а представљала их је једна такмичарка која се такмичила у трци на 100 метара.
На овом првенству Кукова Острва нису освојила ниједну медаљу. Није било нових националних и других рекорда.

## Резултати

### Жене
| Атлетичар   | Дисциплина | Лични рекорд | Квалификације | Квалификације | Полуфинале            | Полуфинале            | Финале                | Финале       | Детаљи |
| Атлетичар   | Дисциплина | Лични рекорд | Резултат      | Место         | Резултат              | Место                 | Резултат              | Место        | Детаљи |
| ----------- | ---------- | ------------ | ------------- | ------------- | --------------------- | --------------------- | --------------------- | ------------ | ------ |
| Патриша Теа | 100 м      | 12,36 НР     | 12,39         | 6. у гр. 6    | Није се квалификовала | Није се квалификовала | Није се квалификовала | 39 / 45 (46) |        |